# Ne (Ligúria)
Ne (en ligur Né) és un comune sparso italià, situat a la regió de la Ligúria i a la ciutat metropolitana de Gènova. El 2011 tenia 2.357 habitants. L'ajuntament es troba a la frazione de Conscenti.

## Geografia
Ne, amb una superfície de 63,52 km², és el quart municipi per extensió de la província de Gènova i es troba a la vall Graveglia, a l'est de Gènova. Compta amb les frazioni d'Arzeno, Caminata, Castagnola, Chiesanuova, Conscenti, Frisolino, Graveglia, Nascio, Piandifieno, Pontori, Reppia, Sambuceto, Santa Lucia, Statale, Gaggia i Zerli. Limita amb les comunes de Borzonasca, Carasco, Casarza Ligure, Cogorno, Lavagna, Maissana, Mezzanego, Sestri Levante i Varese Ligure.